# Ivry-sur-Seine
 Ivry-sur-Seine  es una localidad y comuna de Francia, en la región de Isla de Francia, departamento de Valle del Marne, en el distrito de Créteil. La comuna conforma dos cantones: Ivry-sur-Seine Este e Ivry-sur-Seine Oeste.
Su población municipal en 2007 era de 55 583 habitantes, 28 070 en Ivry-sur-Seine Este y 27 513 en Ivry-sur-Seine Oeste. Forma parte de la aglomeración urbana de París.
No está integrada en ninguna Communauté de communes o similar.

## Geografía
El territorio comunal contaba con una mayor extensión. Ivry perdió el norte de su territorio, anexado a París en 1860 para constituir una parte del XIII Distrito de París.
La comuna cuenta con una estación de trenes (gare d'Ivry-sur-Seine) por la que pasa la línea C de la RER y con las estaciones de metro Pierre et Marie Curie y Mairie d'Ivry de la línea 7.

## Historia

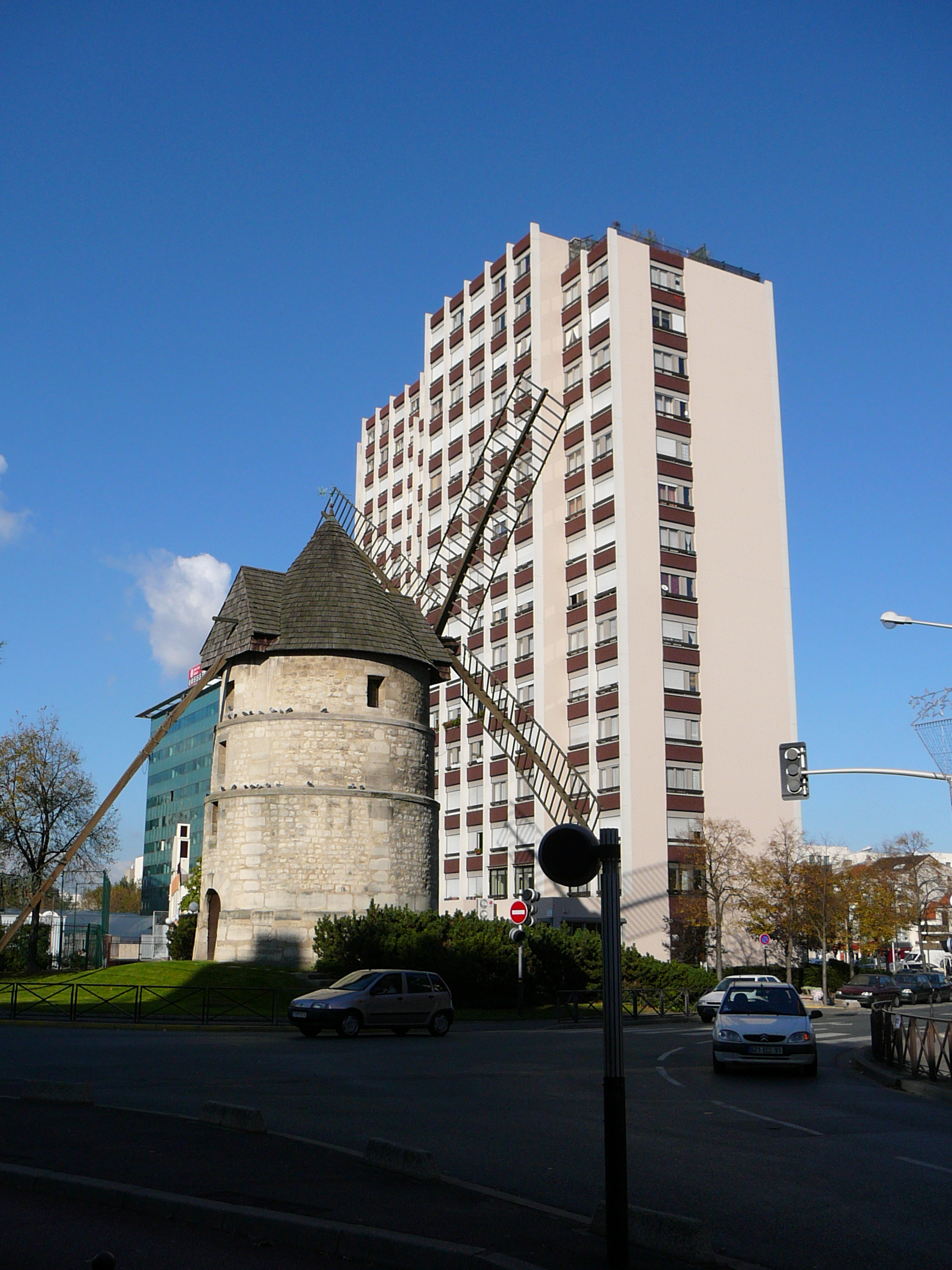
El molino de la Torre

Ivry es un feudo histórico del Partido Comunista Francés, que controla la alcaldía desde 1925.

## Economía
El Quai d'Ivry es un centro comercial situado al borde del Sena. Cuenta con un hipermercado Carrefour y alrededor de 80 marcas comerciales instaladas sobre 60 000 m².
Historia
Abierto en febrero de 1982, el centro comercial fue totalmente renovado a mediados de la década del 90, pero sufrió la fuerte competencia de Créteil Soleil y Bercy 2. De esta manera, el centro comercial ha necesitado una nueva renovación que se finalizó en marzo de 2008. El centro comercial fue rebautizado Les Quais d'Ivry.
Marcas
El centro comercial se articula alrededor del hipermercado Carrefour, que ocupa 15 222 m². Se encuentra también una tienda C&A de 1 760 m².

## Industria
La planta de incineración de desechos de Ivry (conocida como la Tiru) quema un tercio de los 2 millones de toneladas anuales de desechos de París y su periferia. La empresa proporciona calefacción a vapor a más de sesenta mil hogares y vende 90 millones de kilovatios-hora a EDF.

## Cultura
El teatro de Ivry, Antoine Vitez, y el teatro de los barrios de Ivry. La sala del Tremplin, abierta en  1998, está dedicada a las nuevas formas musicales. El Crédac es el Centro de arte contemporáneo de Ivry-sur-Seine.
El 10 de noviembre de 2007, la ciudad de Ivry-sur-Seine inauguró el Hangar, nueva sala de conciertos, consagrada a las músicas urbanas.
Ivry recibió la etiqueta de ciudad internet con cuatro arrobas sobre un total de cinco.

## Monumentos y espacios verdes
- El Parc des Cormailles concebido por Henri Bava, Michel Hoessler, Olivier Philippe : Agence Ter, jefe de obra, recibió el Prix du paysage 2007.[9]

## Administración
Ivry-sur-Seine se divide en dos cantones :
- El cantón de Ivry-sur-Seine-Est cuenta con 28 070 habitantes;
- El cantón de Ivry-sur-Seine-Ouest cuenta con 27 513 habitantes.

## Demografía
| 1 400 | 1 008 | 1 200 | 1 359 | 5 172 | 3 959 | 6 880 | 7 671 | 13 239 | 7 056 | 10 199 | 13 165 | 15 247 | 18 442 | 21 076 | 22 357 | 24 919 | 28 585 | 33 198 | 38 307 | 43 963 | 46 598 | 48 929 | 44 859 | 42 445 | 47 765 | 54 731 | 60 455 | 62 856 | 55 699 | 53 619 | 50 972 | 55 583 |
| Para los censos de 1962 a 1999 la población legal corresponde a la población sin duplicidades (Fuente: INSEE [Consultar]) |       |       |       |       |       |       |       |        |       |        |        |        |        |        |        |        |        |        |        |        |        |        |        |        |        |        |        |        |        |        |        |        |

## Enseñanza superior
- ESME, escuela de ingenieros generalista
- ESIEA, escuela de ingenieros en informática
- ETNA, escuela de ingenieros en informática
- IPSA, escuela de ingenieros en la aeronáutica y la espacio
- IONIS STM, escuela de ingenieros y de negocios.

## Alcaldes
- Georges Marrane (1925-1939, 1944-1965) (PCF)
- Jacques Laloë (1965-1998) (PCF)
- Pierre Gosnat (1998-) (PCF)

## Deportes
El deporte estrella en Ivry es el balonmano. El US Ivry Handball se fundó en 1947. En la temporada (2007-2008) ha sido campeón de Francia de Primera División. Los rojo y negro han sido campeones de Francia 8 veces en hombres y 9 en mujeres. Es la sección más famosa de las 36 que componen la Union sportive d'Ivry.

## Hermanamientos
Hermanamientos
- Brandeburgo (Alemania) desde 1968.
- Wear Valley District (Reino Unido) desde 1962.

Cooperación
- La Lisa (Cuba) desde 1997.

## Personajes ligados a la comuna
- Antonin Artaud, escritor francés, fallecido en Ivry-sur-Seine el 4 de marzo de 1948.
- Paul Boccara, economista e historiador.
- Maurice G. Dantec pasó su infancia en Ivry-sur-Seine. Vive actualmente en Montreal.
- Madeleine Delbrêl, ensayista y poetisa.
- Pierre Contant d'Ivry (1698-1777), arquitecto francés nacido en Ivry-sur-Seine.
- Nicolás Appert (1749-1841), vivió varios anos en Ivry-sur-Seine.
- Jean Ferrat, cantante, vivió varios años en Ivry-sur-Seine antes de instalarse en Ardèche.
- Jules Martelet, personaje de la Comuna de París falleció en Ivry.
- Harry-Max, actor francés, fallecido en Ivry-sur-Seine en 1979.
- Luce Fabiole, actriz francesa fallecida en Ivry-sur-Seine en 1982.
- Chantal Montellier, dibujante de cómics.
- Jean Renaudie y Renée Gailhoustet, principales arquitectos de la renovación del centro de la ciudad, también vivieron y trabajaron en Ivry.
- Antoine Spire, sociólogo y escritor.
- Maurice Thorez, líder comunista, fue diputado de Ivry-sur-Seine a partir de 1932 luego de la liberación hasta su muerte en 1964.
- Celestino Alfonso, Roger Rouxel, Wolf Wajsbrot y Robert Witchiz, rebeldes del Groupe Manouchian vivieron en Ivry.
- Jean Rougerie, actor francés, muerto en su casa.
- El teniente-coronel Bastien-Thiry, principal instigador del atentado del Petit-Clamart contra el General de Gaulle, fue fusilado en el Fort d'Ivry el 11 de marzo de 1963.